# Pintor de Hasselmann

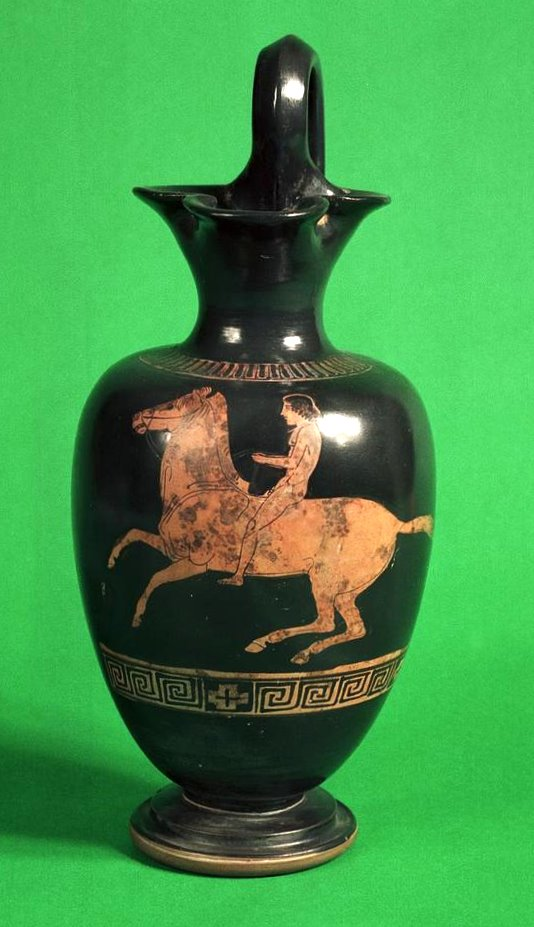
Uma enócoa grega de c. 430 a.C. atribuído ao pintor de Hasselmann Painter no Museu de Arqueologia Grega de Ure

O pintor de Hasselmann foi um pintor de vasos e figuras vermelhas da Grécia Antiga. Ele trabalhou em meados do século V a.C.
O Museu de Arqueologia Grega de Ure guarda um vaso importante do pintor de Hasselmann que mostra um jovem nu a cavalo, comprado para marcar a concessão do grau honorário de D.Litt. para Sir John Beazley.
O Museu de Arte Mildred Lane Kemper tem uma pélica mostrando duas figuras conversando, o presente de Robert Brookings e Charles Parsons, 1904.